# 芝加哥 (1927年電影)
《芝加哥》（英語：Chicago）是一部1927年的喜劇無聲電影，由法蘭克·烏爾森執導，西席·地密爾監製。

## 演員
- 菲利斯·赫佛（英语：Phyllis Haver） 飾 蘿西·哈特
- Victor Varconi（英语：Victor Varconi） 飾 Amos Hart
- 維吉尼亞·布拉德福德（英语：Virginia Bradford） 飾 Katie
- 羅拔·愛迪生（英语：Robert Edeson） 飾 比利·弗林（英语：Billy Flynn (Chicago)）
- 尤金·佩里特（英语：Eugene Pallette） 飾 Fred Casely
- 華納·里希蒙德（英语：Warner Richmond） 飾 助理地方檢察官
- T·羅伊·巴恩斯（英语：T. Roy Barnes） 飾 記者
- 克拉倫斯·伯頓（英语：Clarence Burton） 飾 警官
- 茱莉亞·費耶（英语：Julia Faye） 飾 薇瑪·姬利（英语：Velma Kelly）
- 梅·羅布森（英语：May Robson） 飾 Matron Mama Morton
- Viola Louie 飾 Two Gun Rosie

## 延伸閱讀
- Zsófia Anna Tóth. “The Merry Murderers”: The Farcical (Re)Figuration of the Femme Fatale in Maurine Dallas Watkins’ Chicago (1927) and its various adaptations. Ph.D. dissertation, University of Szeged, 2010.
- "The Representation of Aggressive Women in Various Adaptations of Maurine Dallas Watkins's Chicago （页面存档备份，存于）," Americana: Ejournal of American Studies in Hungary, 4 (1), Spring 2008.

## 外部連結
- 互联网电影数据库（IMDb）上《Chicago》的资料（英文）
- AllMovie上《Chicago》的资料（英文）